# Sunetta sunettina
Sunetta sunettina is een tweekleppigensoort uit de familie van de Veneridae. De wetenschappelijke naam van de soort is voor het eerst geldig gepubliceerd in 1891 door Jousseaume.